# Coppa del Mondo di snowboard 2015
La stagione della Coppa del Mondo di snowboard 2015 è la ventunesima edizione della manifestazione organizzata dalla Federazione Internazionale Sci; è iniziata il 6 dicembre 2014 a Copper Mountain, negli Stati Uniti, e si è conclusa il 21 marzo 2015 a La Molina, in Spagna.
Sia in campo maschile che in campo femminile sono state assegnate due Coppe del Mondo generali: una per il parallelo (che comprende le discipline slalom e gigante parallelo) e una per il freestyle (che comprende halfpipe, big air e slopestyle). Verranno assegnate dodici coppe di specialità, sei maschili (slalom parallelo, gigante parallelo, snowboard cross, halfpipe, big air e slopestyle) e altrettante femminili.
In campo maschile lo sloveno Žan Košir e il finlandese Janne Korpi si sono aggiudicati rispettivamente la Coppa di parallelo e quella di freestyle, i detentori uscenti erano l'austriaco Lukas Mathies e lo svedese Måns Hedberg.
In campo femminile la svizzera Julie Zogg e l'olandese Cheryl Maas si sono aggiudicate rispettivamente la Coppa di parallelo e quella di freestyle, le detentrici uscenti erano la svizzera Patrizia Kummer e la ceca Šárka Pančochová.

## Uomini

### Risultati
| Data             | Località        | Nazione     | Spec. | Primo                | Secondo         | Terzo              |
| ---------------- | --------------- | ----------- | ----- | -------------------- | --------------- | ------------------ |
| 6 dicembre 2014  | Copper Mountain | Stati Uniti | HP    | Taylor Gold          | Zhang Yiwei     | Ben Ferguson       |
| 16 dicembre 2014 | Carezza         | Italia      | PGS   | Roland Fischnaller   | Žan Košir       | Jasey Jay Anderson |
| 18 dicembre 2014 | Montafon        | Austria     | PSL   | Roland Fischnaller   | Žan Košir       | Mirko Felicetti    |
| 18 dicembre 2014 | Montafon        | Austria     | SBX   | annullata            | annullata       | annullata          |
| 19 dicembre 2014 | Montafon        | Austria     | SBX   | annullata            | annullata       | annullata          |
| 20 dicembre 2014 | Istanbul        | Turchia     | BA    | Seppe Smits          | Jonas Bösiger   | Brandon Davis      |
| 9 gennaio 2015   | Bad Gastein     | Austria     | PSL   | Žan Košir            | Christoph Mick  | Patrick Bussler    |
| 31 gennaio 2015  | Rogla           | Slovenia    | PGS   | Vic Wild             | Mirko Felicetti | Žan Košir          |
| 7 febbraio 2015  | Sudelfeld       | Germania    | PGS   | Andrej Sobolev       | Vic Wild        | Žan Košir          |
| 20 febbraio 2015 | Stoneham        | Canada      | BA    | Darcy Sharpe         | Tyler Nicholson | Eric Beauchemin    |
| 21 febbraio 2015 | Stoneham        | Canada      | SBS   | Michael Ciccarelli   | Janne Korpi     | Keita Inamura      |
| 22 febbraio 2015 | Stoneham        | Canada      | HP    | annullata            | annullata       | annullata          |
| 27 febbraio 2015 | Park City       | Stati Uniti | SBS   | Eric Willett         | Chas Guldemond  | Eric Beauchemin    |
| 1º marzo 2015    | Park City       | Stati Uniti | HP    | Zhang Yiwei          | Taylor Gold     | Kent Callister     |
| 28 febbraio 2015 | Asahikawa       | Giappone    | PGS   | Žan Košir            | Patrick Bussler | Stanislav Detkov   |
| 1º marzo 2015    | Asahikawa       | Giappone    | PSL   | Žan Košir            | Justin Reiter   | Mirko Felicetti    |
| 7 marzo 2015     | Squaw Valley    | Stati Uniti | SBX   | annullata            | annullata       | annullata          |
| 8 marzo 2015     | Squaw Valley    | Stati Uniti | SBX   | annullata            | annullata       | annullata          |
| 7 marzo 2015     | Mosca           | Russia      | PSL   | Justin Reiter        | Benjamin Karl   | Roland Fischnaller |
| 14 marzo 2015    | Veysonnaz       | Svizzera    | SBX   | Lucas Eguibar        | Nikolaj Oljunin | Kevin Hill         |
| 15 marzo 2015    | Veysonnaz       | Svizzera    | SBX   | Alex Pullin          | Lucas Eguibar   | Kevin Hill         |
| 14 marzo 2015    | Špindlerův Mlýn | Rep. Ceca   | SBS   | Lucien Koch          | Janne Korpi     | Petja Piiroinen    |
| 14 marzo 2015    | Winterberg      | Germania    | PSL   | Roland Fischnaller   | Benjamin Karl   | Konstantin Šipilov |
| 21 marzo 2015    | La Molina       | Spagna      | SBX   | Christopher Robanske | Alex Deibold    | Alex Pullin        |

Legenda: 

PGS = Slalom gigante parallelo 

PSL = Slalom parallelo 

SBX = Snowboard cross 

SBS = Slopestyle 

HP = Halfpipe 

BA = Big air

### Classifiche

#### Generale parallelo
| Pos. | Nome               | Nazione     | Punti   |
| ---- | ------------------ | ----------- | ------- |
| 1    | Žan Košir          | Slovenia    | 6250,00 |
| 2    | Roland Fischnaller | Italia      | 4588,50 |
| 3    | Justin Reiter      | Stati Uniti | 3680,00 |
| 4    | Andrej Sobolev     | Russia      | 3490,00 |
| 5    | Benjamin Karl      | Austria     | 3452,00 |
| 6    | Vic Wild           | Russia      | 3395,40 |
| 7    | Mirko Felicetti    | Italia      | 2655,40 |
| 8    | Patrick Bussler    | Germania    | 2286,00 |
| 9    | Rok Marguč         | Slovenia    | 2212,00 |
| 10   | Nevin Galmarini    | Svizzera    | 2202,00 |

#### Generale freestyle
| Pos. | Nome            | Nazione     | Punti   |
| ---- | --------------- | ----------- | ------- |
| 1    | Janne Korpi     | Finlandia   | 2940,00 |
| 2    | Petja Piiroinen | Finlandia   | 1820,00 |
| 3    | Taylor Gold     | Stati Uniti | 1800,00 |
| 3    | Zhang Yiwei     | Cina        | 1800,00 |
| 5    | Sebbe De Buck   | Belgio      | 1550,00 |
| 6    | Eric Willett    | Stati Uniti | 1360,00 |
| 7    | Eric Beauchemin | Stati Uniti | 1300,00 |
| 8    | Petr Horák      | Rep. Ceca   | 1295,00 |
| 9    | Darcy Sharpe    | Canada      | 1260,00 |
| 10   | Jonas Bösiger   | Svizzera    | 1220,00 |

#### Slalom parallelo
| Pos. | Nome               | Nazione     | Punti   |
| ---- | ------------------ | ----------- | ------- |
| 1    | Žan Košir          | Slovenia    | 3250,00 |
| 2    | Roland Fischnaller | Italia      | 3180,00 |
| 3    | Benjamin Karl      | Austria     | 2660,00 |
| 4    | Justin Reiter      | Stati Uniti | 2370,00 |
| 5    | Andrej Sobolev     | Russia      | 1770,00 |

#### Gigante parallelo
| Pos. | Nome               | Nazione  | Punti   |
| ---- | ------------------ | -------- | ------- |
| 1    | Žan Košir          | Slovenia | 3000,00 |
| 2    | Vic Wild           | Russia   | 2139,40 |
| 3    | Andrej Sobolev     | Russia   | 1720,00 |
| 4    | Roland Fischnaller | Italia   | 1408,50 |
| 5    | Alexander Bergmann | Germania | 1370,00 |

#### Snowboard cross
| Pos. | Nome                 | Nazione   | Punti   |
| ---- | -------------------- | --------- | ------- |
| 1    | Lucas Eguibar        | Spagna    | 2090,00 |
| 2    | Alex Pullin          | Australia | 1700,00 |
| 3    | Nikolaj Oljunin      | Russia    | 1560,00 |
| 4    | Kevin Hill           | Canada    | 1360,00 |
| 5    | Christopher Robanske | Canada    | 1000,00 |

#### Halfpipe
| Pos. | Nome           | Nazione     | Punti   |
| ---- | -------------- | ----------- | ------- |
| 1    | Zhang Yiwei    | Cina        | 1800,00 |
| 1    | Taylor Gold    | Stati Uniti | 1800,00 |
| 3    | Gregory Bretz  | Stati Uniti | 860,00  |
| 4    | Kent Callister | Australia   | 780,00  |
| 5    | Jake Pates     | Stati Uniti | 620,00  |

#### Big air
| Pos. | Nome            | Nazione   | Punti   |
| ---- | --------------- | --------- | ------- |
| 1    | Seppe Smits     | Belgio    | 1000,00 |
| 1    | Darcy Sharpe    | Canada    | 1000,00 |
| 3    | Jonas Bösiger   | Svizzera  | 800,00  |
| 3    | Tyler Nicholson | Canada    | 800,00  |
| 5    | Petja Piiroinen | Finlandia | 770,00  |

#### Slopestyle
| Pos. | Nome               | Nazione     | Punti   |
| ---- | ------------------ | ----------- | ------- |
| 1    | Janne Korpi        | Finlandia   | 2100,00 |
| 2    | Petja Piiroinen    | Finlandia   | 1050,00 |
| 3    | Michael Ciccarelli | Canada      | 1000,00 |
| 3    | Lucien Koch        | Svizzera    | 1000,00 |
| 3    | Eric Willet        | Stati Uniti | 1000,00 |

## Donne

### Risultati
| Data             | Località        | Nazione     | Spec. | Primo                | Secondo             | Terzo              |
| ---------------- | --------------- | ----------- | ----- | -------------------- | ------------------- | ------------------ |
| 6 dicembre 2014  | Copper Mountain | Stati Uniti | HP    | Kelly Clark          | Arielle Gold        | Hannah Teter       |
| 16 dicembre 2014 | Carezza al lago | Italia      | PGS   | Marion Kreiner       | Caroline Calvé      | Nadya Ochner       |
| 18 dicembre 2014 | Montafon        | Austria     | PSL   | Sabine Schöffmann    | Amelie Kober        | Alëna Zavarzina    |
| 18 dicembre 2014 | Montafon        | Austria     | SBX   | annullata            | annullata           | annullata          |
| 19 dicembre 2014 | Montafon        | Austria     | SBX   | annullata            | annullata           | annullata          |
| 20 dicembre 2014 | Istanbul        | Turchia     | BA    | Ty Walker            | Sina Candrian       | Cheryl Maas        |
| 9 gennaio 2015   | Bad Gastein     | Austria     | PSL   | Ester Ledecká        | Patrizia Kummer     | Julie Zogg         |
| 31 gennaio 2015  | Rogla           | Slovenia    | PGS   | Marion Kreiner       | Ina Meschik         | Selina Jörg        |
| 7 febbraio 2015  | Sudelfeld       | Germania    | PGS   | Ester Ledecká        | Julie Zogg          | Marion Kreiner     |
| 20 febbraio 2015 | Stoneham        | Canada      | BA    | Cheryl Maas          | Lia-Mara Bösch      | Klaudia Medlová    |
| 21 febbraio 2015 | Stoneham        | Canada      | SBS   | Cheryl Maas          | Jessika Jenson      | Klaudia Medlová    |
| 22 febbraio 2015 | Stoneham        | Canada      | HP    | annullata            | annullata           | annullata          |
| 27 febbraio 2015 | Park City       | Stati Uniti | SBS   | Cheryl Maas          | Karly Shorr         | Elena Könz         |
| 1º marzo 2015    | Park City       | Stati Uniti | HP    | Kelly Clark          | Arielle Gold        | Cai Xuetong        |
| 28 febbraio 2015 | Asahikawa       | Giappone    | PGS   | Julia Dujmovits      | Julie Zogg          | Ester Ledecká      |
| 1º marzo 2015    | Asahikawa       | Giappone    | PSL   | Julie Zogg           | Sabine Schöffmann   | Julia Dujmovits    |
| 7 marzo 2015     | Squaw Valley    | Stati Uniti | SBX   | annullata            | annullata           | annullata          |
| 8 marzo 2015     | Squaw Valley    | Stati Uniti | SBX   | annullata            | annullata           | annullata          |
| 7 marzo 2015     | Mosca           | Russia      | PSL   | Claudia Riegler      | Julie Zogg          | Patrizia Kummer    |
| 14 marzo 2015    | Veysonnaz       | Svizzera    | SBX   | Michela Moioli       | Nelly Moenne-Loccoz | Chloé Trespeuch    |
| 15 marzo 2015    | Veysonnaz       | Svizzera    | SBX   | Dominique Maltais    | Nelly Moenne-Loccoz | Chloé Trespeuch    |
| 14 marzo 2015    | Špindlerův Mlýn | Rep. Ceca   | SBS   | Cheryl Maas          | Klaudia Medlová     | Ella Suitiala      |
| 14 marzo 2015    | Winterberg      | Germania    | PSL   | Hilde-Katrine Engeli | Selina Jörg         | Alëna Zavarzina    |
| 21 marzo 2015    | La Molina       | Spagna      | SBX   | Charlotte Bankes     | Nelly Moenne-Loccoz | Lindsey Jacobellis |

Legenda: 

PGS = Slalom gigante parallelo 

PSL = Slalom parallelo 

SBX = Snowboard cross 

SBS = Slopestyle 

HP = Halfpipe 

BA = Big air

### Classifiche

#### Generale parallelo
| Pos. | Nome              | Nazione   | Punti   |
| ---- | ----------------- | --------- | ------- |
| 1    | Julie Zogg        | Svizzera  | 4740,00 |
| 2    | Marion Kreiner    | Austria   | 4470,00 |
| 3    | Ester Ledecká     | Rep. Ceca | 3900,00 |
| 4    | Sabine Schöffmann | Austria   | 3760,00 |
| 5    | Julia Dujmovits   | Austria   | 3586,00 |
| 6    | Selina Jörg       | Germania  | 3290,00 |
| 7    | Claudia Riegler   | Austria   | 2990,00 |
| 8    | Patrizia Kummer   | Svizzera  | 2900,00 |
| 9    | Tomoka Takeuchi   | Giappone  | 2626,00 |
| 10   | Caroline Calvé    | Canada    | 2602,00 |

#### Generale freestyle
| Pos. | Nome               | Nazione     | Punti   |
| ---- | ------------------ | ----------- | ------- |
| 1    | Cheryl Maas        | Paesi Bassi | 4600,00 |
| 2    | Klaudia Medlová    | Slovacchia  | 2560,00 |
| 3    | Kelly Clark        | Stati Uniti | 2000,00 |
| 4    | Ella Suitiala      | Finlandia   | 1710,00 |
| 5    | Ty Walker          | Stati Uniti | 1650,00 |
| 6    | Arielle Gold       | Stati Uniti | 1600,00 |
| 7    | Elena Könz         | Svizzera    | 1600,00 |
| 8    | Urška Pribošič     | Slovenia    | 1460,00 |
| 9    | Sina Candrian      | Svizzera    | 1300,00 |
| 10   | Breanna Stangeland | Canada      | 1250,00 |

#### Slalom parallelo
| Pos. | Nome                 | Nazione  | Punti   |
| ---- | -------------------- | -------- | ------- |
| 1    | Julie Zogg           | Svizzera | 2950,00 |
| 2    | Sabine Schöffmann    | Austria  | 2610,00 |
| 3    | Hilde-Katrine Engeli | Norvegia | 2050,00 |
| 4    | Patrizia Kummer      | Svizzera | 2040,00 |
| 5    | Claudia Riegler      | Austria  | 2030,00 |

#### Gigante parallelo
| Pos. | Nome            | Nazione   | Punti   |
| ---- | --------------- | --------- | ------- |
| 1    | Marion Kreiner  | Austria   | 3000,00 |
| 2    | Ester Ledecká   | Rep. Ceca | 2050,00 |
| 3    | Julie Zogg      | Svizzera  | 1790,00 |
| 4    | Tomoka Takeuchi | Giappone  | 1690,00 |
| 5    | Julia Dujmovits | Austria   | 1646,00 |

#### Snowboard cross
| Pos. | Nome                | Nazione   | Punti   |
| ---- | ------------------- | --------- | ------- |
| 1    | Nelly Moenne-Loccoz | Francia   | 2400,00 |
| 2    | Dominique Maltais   | Canada    | 1900,00 |
| 3    | Michela Moioli      | Italia    | 1900,00 |
| 4    | Chloé Trespeuch     | Francia   | 1400,00 |
| 5    | Belle Brockhoff     | Australia | 1300,00 |

#### Halfpipe
| Pos. | Nome            | Nazione     | Punti   |
| ---- | --------------- | ----------- | ------- |
| 1    | Kelly Clark     | Stati Uniti | 2000,00 |
| 2    | Arielle Gold    | Stati Uniti | 1600,00 |
| 3    | Cai Xuetong     | Cina        | 1100,00 |
| 4    | Hannah Teter    | Stati Uniti | 820,00  |
| 5    | Clémence Grimal | Francia     | 810,00  |

#### Big air
| Pos. | Nome            | Nazione     | Punti   |
| ---- | --------------- | ----------- | ------- |
| 1    | Cheryl Maas     | Paesi Bassi | 1600,00 |
| 2    | Ty Walker       | Stati Uniti | 1180,00 |
| 3    | Klaudia Medlová | Slovacchia  | 920,00  |
| 4    | Sina Candrian   | Svizzera    | 800,00  |
| 4    | Lia-Mara Bösch  | Svizzera    | 800,00  |

#### Slopestyle
| Pos. | Nome            | Nazione     | Punti   |
| ---- | --------------- | ----------- | ------- |
| 1    | Cheryl Maas     | Paesi Bassi | 3000,00 |
| 2    | Klaudia Medlová | Slovacchia  | 1640,00 |
| 3    | Ella Suitiala   | Finlandia   | 1190,00 |
| 4    | Karly Shorr     | Stati Uniti | 1160,00 |
| 5    | Elena Könz      | Svizzera    | 1100,00 |

## Misto

### Risultati
| Data             | Località    | Nazione | Spec. | Primo                                      | Secondo                                     | Terzo                                      |
| ---------------- | ----------- | ------- | ----- | ------------------------------------------ | ------------------------------------------- | ------------------------------------------ |
| 19 dicembre 2014 | Montafon    | Austria | PSL   | Italia I Nadya Ochner Roland Fischnaller   | Russia II Natal'ja Soboleva Andrej Sobolev  | Giappone I Tomoka Takeuchi Masaki Shiba    |
| 10 gennaio 2015  | Bad Gastein | Austria | PSL   | Svizzera I Patrizia Kummer Nevin Galmarini | Russia V Svetlana Boldykova Valerij Kolegov | Russia II Natal'ja Soboleva Andrej Sobolev |

Legenda: 

PSL = Slalom parallelo